# Доброволье (Хмельницкая область)
Доброволье (укр. Добровілля) — село в Каменец-Подольском районе Хмельницкой области Украины.
Население по переписи 2001 года составляло 265 человек. Почтовый индекс — 32333. Телефонный код — 3849. Занимает площадь 0,481 км².

## Местный совет
32330, Хмельницкая обл., Каменец-Подольский р-н, с. Приворотье, ул. Ленина, 5